# 陆家嘴站
陆家嘴站位于中华人民共和国上海市浦东新区陆家嘴，是上海地铁2号线与14号线的地铁换乘站。2号线車站建于陆家嘴环路与银城中路之间、上海国际金融中心北侧的的世纪大道地下，14号线车站建于国金中心南侧的花园石桥路地下，通过下穿国金中心的地道换乘。该地道在2007年国金中心建设时预留。

## 车站结构

### 楼层分布
陆家嘴站共有4層。地面為車站出口，地下一層為2号線車站大廳，地下二層為14號線車站大廳及2号线站台，地下三層為14号线站台。
| 地面层   | 出入口             | 1-7、9-10出入口                        |  |  |
| 地下一层 | 出入口             | 8出入口                                |  |  |
|          | 2号线站厅          | 票务服务、自动售票机、人工服务台       |  |  |
| 地下二层 | 14号线站厅         | 票务服务、自动售票机、人工服务台       |  |  |
|          |                    | █ 2号线 往国家会展中心（南京东路）     |  |  |
|          | 岛式站台，左侧开门 |                                        |  |  |
|          |                    | █ 2号线 往浦东1号2号航站楼（浦东南路） |  |  |
| 地下三层 | ③站台              | █ 14号线 往封浜（豫园）                |  |  |
|          | 岛式站台，左侧开门 |                                        |  |  |
|          | ④站台              | █ 14号线 往桂桥路（浦东南路）          |  |  |

## 利用状况
陆家嘴站位於浦東新區內、陆家嘴金融贸易区金融中心区的核心位置，附近集中了东方明珠广播电视塔、正大广场、金茂大厦、上海国际会议中心、上海海洋水族馆以及公交枢纽和大量高档写字楼，車站十分繁忙。2025年以前，毗邻东方明珠的1号口只进不出。截至2025年3月，车站日均客流约18万人次，极值客流约29万人次。

## 车站出口
陆家嘴站共有11个出入口，其中1-6号口连通2号线站厅，7-10号口连通14号线站厅，各出入口如下所示：
| 出口编号            | 出口指示                                                                            | 照片           |
| 连通 2号线站厅      | 连通 2号线站厅                                                                      | 连通 2号线站厅 |
| ------------------- | ----------------------------------------------------------------------------------- | -------------- |
| 1 · 出口 · （设有） | 陆家嘴环路，世纪大道，东方明珠，浦东美术馆，上海海洋水族馆                          |                |
| 2 · 出口            | 世纪大道，陆家嘴环路，东方明珠，海洋水族馆，正大广场                                |                |
| 3 · 出口            | 世纪大道，银城中路                                                                  |                |
| 4 · 出口            | 世纪大道，银城中路                                                                  |                |
| 5 · 出口            | 世纪大道，银城中路                                                                  |                |
| 6 · 出口            | 世纪大道，上海国金中心(LG2层，办公楼)                                               |                |
| 连通 14号线站厅     |                                                                                     |                |
| 7 · 出口            | 银城中路，世纪大道，上海国金中心(东门)                                              |                |
| 8 · 出口 · （设有） | 银城中路，花园石桥路，上海国金中心(LG2层)，金茂大厦，上海中心大厦，上海环球金融中心 |                |
| 9 · A · 出口        | 花园石桥路                                                                          |                |
| 9 · B · 出口        | 花园石桥路，陆家嘴环路                                                              |                |
| 10 · 出口           | 花园石桥路，陆家嘴环路，花旗集团大厦，未来资产大厦                                  |                |
| 图例： 设有         |                                                                                     |                |

## 接驳交通

### 公交换乘
81、82、85、314、583、774、779、798、870、961、985、992、浦东62路、陆家嘴旅游环线、陆家嘴金融城1路

## 圖集
- 2003年的陆家嘴站出口
- 2007年翻新前的2号线站廳
- 2016年翻新前的2号线站廳
- 安装半高屏蔽门前的车站站台（2009年）
- 建设中的上海轨道交通14号线陆家嘴站（2018年9月）
- 公交车站
- 公交车站夜景
- 翻新後的2号线站廳
- 2号线站台
- 14号线站厅
- 14号线站台
- 换乘通道LED艺术品《今朝踏浪》